# Eva Kerek
Eva Elisabeth Kerek, född 22 juni 1969 i Stockholm, är en svensk målare, tecknare och grafiker.
Eva Kerek utbildade sig i konst och konsthantverk vid Nyckelviksskolan 1993-1994, konstlinjen vid Birkagårdens folkhögskola 1994-1996, Konstfack 1996-2001 och Kungliga Konsthögskolan 2008-2009.
Hon hade sin första separatutställning 1999 på Galleri Signum K-zon i Uppsala.
Eva Kerek fick 2008 Sven-Harrys Konststiftelses stipendium.